# Cionus meticulatus
Cionus meticulatus là loài côn trùng thuộc nhóm Bọ cánh cứng.